# 교향곡 3번 (말러)
교향곡 3번 라단조는 구스타프 말러가 1893년부터 1896년 사이에 작곡한, 연주시간이 가장 긴 교향곡으로 연주시간이 100분(1시간 40분)이다. 네 번째 악장에는 알토 독창이, 다섯 번째 악장에는 여성 합창과 소년 합창 그리고 알토 독창이 등장한다.

## 작곡
일반적으로는 1895년과 96년에 말러의 여름 휴양지인 슈타인바흐에서 완성된걸로 알려져 있다. 그러나 1악장의 행진곡풍의 멜로디는 말러 자신의 자필 스케치에서 '1893년 슈타인바흐'라고 적혀있는 탓에 일부에선 1악장의 행진곡풍 멜로디는 2번 "부활"교향곡의 작곡때 구상된것이 아닌가라고 추측하기도 한다.
이 곡에서 제일 먼저 작곡된걸로 보이는 부분은 2악장 '목장의 꽃이 내게 말하는 것'으로 보이는데 대부분의 학자들은 말러가 슈타인바흐에 도착한 1895년 6월 5일 당일에 작곡된걸로 추정한다. 말러의 친구인 나탈리 바우어 레히너의 증언에 의하면 "도착한 첫 날 오후, 꽃과 잔디로 둘러싸인 작은 집의 창문으로부터 밖을 내다보며 말러는 이 곡을 스케치했고 단번에 작곡했다"라고 전한다. 이어 다른 악장들도 속속 작곡 되었다. 2번 "부활"에서 이미 성악을 도입한바 있는 말러는 나탈리 바우어 레히너에게 "어린이의 이상한 뿔피리"중 두개의 시와 니체에게서 가져온 텍스트로 3개의 악장을 만들것이라고 말했는데 이는 니체의 "짜라투스트라는 이렇게 말했다"에서 텍스트를 가져온 4악장 '인류가 내게 들려주는 것' 과 5악장 '천사가 내게 말해주는 것'으로 확정된듯 하다.
그리고 말러는 마지막 악장으로 "어린이의 이상한 뿔피리"에서 가져온 '아이들이 내게 말해주는 것'을 사용하려 했다. 그래서 총 7악장의 구성이 예상되었지만, 말러는 결국 마지막 악장을 '사랑이 내게 말해주는 것'으로 결정하고 '아이들이 내게 말해주는 것'은 4번 교향곡으로 넘어가게 된다.
1악장의 작곡도 순탄하지는 않았다. 말러는 1악장의 스케치를 함부르크에 두고온것을 깨닫고는 친구인 헤르만 벤에게 1악장의 스케치를 부쳐달라는 편지를 보내야 했다. 그런데 헤르만 벤도 사실 함부르크가 아니라 휴양지 티멘도르프에서 여름 휴가를 보내는 중이었다. 그래도 헤르만 벤은 맘이 좋았던 친구였던지, 친구의 편지를 받자마자 함부르크의 말러가 사는 아파트로 달려가서 악보더미를 뒤져 겨우 1악장의 스케치를 찾아내 부쳐주었다. 기록에 의하면 말러는 6월에 헤르만에게 감사의 편지를 썼고, 7월 11일에 1악장의 완성을 알리는 편지를 보냈다고 한다. 하지만 사실 실제로 곡이 완성된건 7월 26일이었기 때문에 아마 말러가 친구에게 미안해서 미리 편지를 써보낸걸로 보여진다. 말러의 친구인 나탈리 바우어 레히너는 "교향곡 전체의 길이만큼 긴 1악장은 단 6주만에 완성되었고, 겨울 동안 직업적 의무를 다하면서 세부를 다듬어야 할 것"이라고 적고 있다.
말러는 3번 교향곡의 제목을 놓고도 많은 고심을 했다. 처음에는 '행복한 삶'이라는 제목으로 곡을 구상하긴 했지만 이것이 맘에 들지 않아 '한 여름 밤의 꿈', '나의 행복한 과학', '행복한 과학', '한 여름 아침의 꿈', '한 여름 낮의 꿈' 등 여러 가지를 생각했으나 셰익스피어나 니체의 표절같은 느낌에 결국 제목 붙이기는 포기하고 말았다.

## 초연
이 곡의 초연은 1897년 3월 9일, 베를린에서 펠릭스 바인가르트너의 지휘로 2,3,6악장의 연주가 이루어졌다. 하지만 역시나 반응은 좋지 않았고 평론가들을 혹평을 쏟아냈다. 평론가들은 말러를 '음악적 코미디언','최악의 농담꾼'등으로 묘사했고 특히나 마지막 악장인 6악장 '사랑이 내게 말해주는 것'은 '책벌레처럼 꿈틀거리며 나아간다'라고까지 말한 이들도 있었다. 이후 1902년 6월 5일, 크레펠트의 음악제에서 말러 자신의 지휘로 전곡이 연주되었는데 이때는 평가가 180도로 달라져 6악장은 '베토벤 이후 가장 아름다운 느린 악장'이라는 찬사를 받았다고 한다.

## 구조
다음과 같은 여섯 악장으로 되어 있다.
1. Kräftig. Entschieden (힘차고 단호하게)
2. Tempo di Menuetto, Sehr mäßig (매우 적당하게)
3. Comodo. Scherzando. Ohne Hast (서두르지 말고)
4. Sehr langsam. Misterioso (극히 느리고 신비스럽게)
5. Lusig im Tempo und keck im Ausdruck (활발한 속도로 대담하게)
6. Langsam. Ruhevoll. Empfunden (느리고 평온하게 감정을 풍부히)

1부(1악장)의 평균 연주 시간은 30분에서 40분 정도이고 2부(나머지 악장)의 평균 연주 시간은 60분에서 70분 정도이다. 이 교향곡은 말러의 교향곡 중에서 가장 길다.
말러가 보낸 편지들을 보면 악장마다 부제가 달려있었던 것을 확인할 수 있는데, 정리하면 다음과 같다.
1. 목신이 잠에서 깨고 여름이 행진해 온다
2. 목장의 꽃이 내게 들려주는 것
3. 숲의 동물들이 내게 들려주는 것
4. 인류가 내게 들려주는 것
5. 천사가 내게 들려주는 것
6. 사랑이 내게 말하는 것

원래 "천국같은 삶", 혹은 "아이가 내게 말해주는 것"이라는 부제가 붙은 7악장이 있었지만 삭제되고 말러의 교향곡 4번의 4악장으로 되었다.
그러나 1898년 교향곡 3번을 초판하기 전 말러는 이 부제들을 버린다.
이 교향곡은 많은 악장들의 차이점과 구조적 특징을 갖고 있는 특별한 말러의 작품이라고 할 수 있다. 소나타 형식의 첫 번째 악장에 이어 세 번째 악장은 말러의 초기 작품 《여름의 안식처》(Ablösung im Sommer)의 주제이다. 이어 네 번째 악장에서는 알토 독창이 나오는데, 이 가사는 니체의 《짜라투스트라는 이렇게 말했다》(Also sprach Zarathustra)에서 따온 것이다. 그리고 다섯 번째 악장의 합창은 《어린이의 이상한 뿔피리》(Des Knaben Wunderhorn)에서 따온 것이다.
마지막 6악장에서는 D 장조의 크고 장엄한 분위기 속에서 끝난다.

## 악기편성
플루트4 (3,4번은 피콜로 겸함), 오보에4 (4번은 잉글리시 호른 겸함), 클라리넷4 (4번은 베이스 클라리넷 겸함), 바순4 (4번은 콘트라바순 겸함), 호른8, 트럼펫4, 트롬본4, 튜바, 팀파니2, 심벌즈3, 글로켄슈필, 트라이앵글, 탐탐, 큰북, 작은북, 루테, 튜블러벨, 하프2, 현5부
성악: 알토 독창, 여성, 어린이 합창
무대 뒤: 포스트 호른

## 가사

### 제4악장 가사
독일어 원문 가사 (니체의 《짜라투스트라는 이렇게 말했다》중에서)
| (독일어 가사) O Mensch! Gib Acht! Was spricht die tiefe Mitternacht? Ich schlief, ich schlief, aus tiefem Traum bin ich erwacht Die Welt ist tief, und tiefer als der Tag gedacht. Tief ist ihr Weh, Lust tiefer noch als Herzeleid. Weh spricht Vergeh! Doch all' Lust will Ewigkeit, will tiefe, tiefe Ewigkeit! | (한국어 번역) 오 중생이여! 들으라! 이 깊은 밤은 무엇을 말하는가? 나는 잠들었었고 이제 그 깊은 잠에서 깨었노라. 지금 세상은 깊도다, 밝은 대낮이 기억하는 것보다 더 깊도다. 밤의 고뇌는 깊지만 기쁨은 고뇌보다도 더 깊도다! 고뇌는 말하길 사라져라! 그러나 모든 기쁨은 영원으로 향하려 하나니, 깊고도 깊은 영원으로 향하려 하나니. |

### 제5악장 가사
독일어 원문 가사 (《어린이의 이상한 뿔피리》중에서)
| (독일어 가사) Es sungen drei Engel einen süßen Gesang, mit Freuden es selig in dem Himmel klang. Sie jauchzten fröhlich auch dabei: daß Petrus sei von Sünden frei! Und als der Herr Jesus zu Tische saß, mit seinen zwölf Jüngern das Abendmahl aß, da sprach der Herr Jesus: "Was stehst du denn hier? Wenn ich dich anseh, so weinest du mir!" "Und sollt' ich nicht weinen, du gütiger Gott? Ich hab' übertreten die zehn Gebot! Ich gehe und weine ja bitterlich! Ach komm und erbarme dich über mich!" "Hast du denn übertreten die zehen Gebot, so fall auf die Knie und bete zu Gott! Liebe nur Gott in all Zeit! So wirst du erlangen die himmlische Freud!" Die himmlische Freud; ist eine selige Stadt, die himmlische Freud, die kein Ende mehr hat! Die himmlische Freude war Petro bereit't, durch Jesum und allen zur Seligkeit. | (한국어 번역) 세 천사가 달콤한 노래를 부르고 있었네. 그 노래는 천국에서 복되게 울려 퍼지고 그들은 기쁨의 환성을 질렀네, 베드로는 무죄라고 주 예수가 식탁에 앉으시어 12제자와 함께 만찬을 하실 때 예수 말씀하시매 "너는 어찌하여 여기에 서있느냐? 내가 너를 보매 울고 있구나." "어찌 울지 않을 수 있으리까, 자비로운 주여! 저는 십계명을 어겼나이다 슬픔을 참을 수 없어 울고 있나이다 제게 오셔서 자비를 베푸소서!" "네가 십계명을 어겼다면 무릎 꿇고 주님께 기도하라 오직 영원하신 하나님의 사랑을 구하라! 그리하면 천국의 기쁨을 얻게 되리라." 천국은 행복한 곳이요 천국은 영원한 곳이리라 예수께서 베드로에게 영원한 기쁨을 약속하시매 모든 이들에게도 영원한 축복이 내려졌느니 |

## 초연
- 2, 3, 6악장 초연 : 1897년 베를린 - 펠릭스 바인가르트너(Felix Weingartner)의 지휘
- 전 세계 초연 : 1902년 6월 9일 크레펠트 - 구스타프 말러의 지휘
- 미국 초연 : 1922년 2월 28일 신시내티 - Ernst Kunwald의 지휘
- 영국 초연 : 1947년 11월 29일 - Adrian Boult의 지휘로 BBC 심포니 오케스트라가 연주.
- 최초의 음반 녹음 : 1951년 - F. Charles Adler의 지휘로 빈 심포니 오케스트라가 연주, Hilde Rössl-Majdan가 콘트랄토.

## 참고 문헌
1. ↑  Jens Malte Fischer, Gustav Mahler, 276.
2. ↑  Jens Malte Fischer, Gustav Mahler, 275.